# Контеса од Дафрена
„Контеса од Дафрена” (енгл. Countess of Dufferin), је прва локомотива на парни погон, која је стигла на канадски Запапад, у град Винипег, у покрајини Манитоба, Канада, 8. октобра 1877. године. У октобру месецу 1972. године, уз помоћ градских власти Винипега и неколико удружења љубитеља железнице, локомотива је рестаурирана и постала један од главик експоната у Музеју железнице, који је у саставу Железничке станице Уније у Винипегу.

## Историјат
Контеса од Дафрена произведена је у Сједињеним Америчким државама, у компанији, енгл. Philadelphia, PA by M. Baird & Co (Baldwin Factory) и потом у фебруару 1872, послата у Брекенриџ Минесота, под називом Северни Пацифик 21 (енгл. Northern Pacific 21)). На простору Минесоте и Дакоте вукла је вагоне све до 1877. године, када је послата долином Црвена река из Fishers Landing-а до Сент Бонифатија у Винипегу, у коме јој је организован свечани дочек 7. октобра 1877. године.
Доласком у Манитобу она је постала прва локомотива која се кретала канадском преријом. Њен први посао био је, на основу уговор Министарства саобраћаја владе Канаде да железничком пругом повеже Винипег са Сент Полом у Минесоти. Променом уговора из 1833. године локомотва је наставила да одржава железничку линију али овога пута између Lakehead-а и Голдена у Британској Колумији. 
Након што је њено одржавање постало нерентабилно, а појавили су се и нови модели, локомотива је продата једној пилани, у којој је њен котао служио за покретање тестере за резање дрвене грађе. 
Године 1907. након што су заљубљеници у локомотиве из Винипега схватила да ова локомотива и даље постоји изразили су жељу да је врате у Винипег. Како пилана и Канадске северна железница нису биле спремне да локомотиву рестауррају и врате, са Градом Винипегом постигнут је договор, и коначно 1909. локомотива се вратила у град у коме је била изложена на неколико локација широм града. 
Коначно у октобру 1972. уз помоћ бројних појединаца и установа, локомотива је превежена у Музеј железнице у Винипегу, где се и сада налази, као један од најзначајнијих музејских експоната.